# Мансур Олсон
Мансур Ллойд Олсон молодший (англ. Mancur Olson, Jr; /ˈmænsər/ або /ˈmæŋkər/; 22 січня 1932 р. — 19 лютого 1998 р.) — провідний американський економіст і соціолог. З 1967 р. до кінця свого життя у 1998 р. М. Олсон був професором з економіки в Університеті Меріленду, Коледж Парк, президент "Суспільства суспільного вибору" (англ. Public Choice Society) у 1972-1974 рр. 
М. Олсон зробив значний внесок в інституційну економіку зокрема щодо ролі приватної власності, оподаткування, суспільних благ, колективних дій та контрактних прав в економічному розвитку. М. Олсон зосередився на логічній основі участі та членстві у групах за інтересами. Тогочасні домінуючі політичні теорії перебували майже в зародковому стані. Деякі з них зверталися до природного людського стадного інстинкту, інші вважали, що причиною формування груп є близькість процесу модернізації. М. Олсон запропонував радикально інший підхід до логічної основи організованих колективних дій.

## Наукова робота
У своїй першій книзі, Логіка колективних дій: Суспільні блага та теорія груп (1965), він припустив що «лише окремий і ‘вибірковий’ мотив стимулюватиме раціонального індивіда в латентній групі діяти в спосіб, запропонований групою»; тобто учасники великої групи діятимуть заради досягнення спільних інтересів групи лише тоді, коли буде можливість отримати особисту вигоду (економічну, соціальну, тощо). Особливо він розрізняв велику і малу групу, остання з яких може діяти заради досягнення спільної мети. на відміну від малих груп, великі групи будуть утворюватися і працювати заради досягнення спільної мети лише тоді, коли індивіди — учасники групи належним чином вмотивовані.
М. Олсон (разом з Мартином Макгуайром (англ. Martin C. McGuire)) розробив теорію стаціонарного (осілого) бандита — інституціональну теорію походження держави, згідно якої, держава виникає, коли кочові грабіжники вирішують осісти і збирати данину з населення (шляхом оподаткування) на підконтрольній їм території.

## Основні роботи

### Книги
- Логика коллективных действий: общественные товары и теория групп [Архівовано 4 березня 2016 у Wayback Machine.]. — М.: ФЭИ, 1995 − 174 с. ISBN 5-201-03380-6. (англ. Logic of Collective Action: Public Goods and the Theory of Groups, 1965)
- Возвышение и упадок народов: Экономический рост, стагфляция и социальный склероз [Архівовано 1 квітня 2018 у Wayback Machine.]. — М.: Новое издательство, 2013 — 324 с. ISBN 978-5-98379-170-1. (англ. The Rise and Decline of Nations, 1982)
- Власть и процветание. Перерастая коммунистические и капиталистические диктатуры [Архівовано 13 грудня 2019 у Wayback Machine.]. — М.: Новое издательство, 2012 — 212 с. ISBN 978-5-98379-168-8. (англ. Power and Prosperity: Outgrowing Communist and Capitalist Dictatorships, 2000)
- The Economics of Wartime Shortage: A History of British Food Shortages in the Napoleonic War and World Wars I and II, Duke University Press, 1963.

### Статті
- Диктатура, демократия и развитие // Теория и практика демократии, 2006. — С. 375—382. (англ. Dictatorship, Democracy, and Development, 1993)
- Бюрократия // Экономическая теория / ред. Дж. Итуэлла. — М.: ИНФРА-М, 2004. — С. 33—42. ISBN 5-16-001750-X.
- The Economics of Target Selection for the Combined Bomber Offensive // Journal of the Royal United Service Institution, November 1962.
- Evaluating Performance in the Public Sector // The Measurement of Economic and Social Performance / Studies in Income and Wealth, vol. 38, National Bureau of Economic Research. New York: Columbia University Press, 1973.
- The Priority of Public Problems // The Corporate Society. — London: Macmillan, 1974.
- Environmental indivisibilities and information costs: fanatism, agnosticism, and intellectual progress // American Economic Review, Papers and Proceedings. 1982. Vol. 72. May, pp. 262—266.
- Space, Agriculture, and Organization // American Journal of Agricultural Economics, December 1985, Vol. 67, pp. 928—937.
- Toward a More General Theory of Government Structure // American Economic Review, Papers and Proceedings, May 1986, Vol. 76, pp. 120—125.
- Towards a Mature Social Science // International Studies Quarterly, Vol. 27, (1), March 1983, pp. 29-37.
- The Economics of Autocracy and Majority Rule: The Invisible Hand and the Use of Force //Journal of Economic Literature, Vol. 34 (1), March 1996, pp. 72-96.